# 蒂萨瑟勒什
蒂萨瑟勒什（匈牙利語：Tiszaszőlős）是匈牙利亚斯-瑙吉孔-索尔诺克州所辖的一个村，总面积47.79平方公里，总人口1946，人口密度40.7人/平方公里（2010年1月1日）。